# Ревадим
Ревадим (ивр. רְבָדִים‎) — кибуц в Израиле. Находится под управлением регионального совета Йоав и связан с движением Ха-шомер ха-цаир.

## История
Ревадим был основан 14 февраля 1947, как четвёртое поселение Гуш-Эцион в холмах Хеврона. Он был учрежден группой халуцим на участке земли, купленной Еврейским национальным фондом в Эйн Абу Зейд и Шувеика. Группой были очищены 100 дунамов, 70 в Эйн-Абу Зейд и 30 в Вади Абу Нофал, где ЕНФ владел трактом Мафруз. Планы включали рекультивацию 70 дунамов в Вади Абу Нофал и 150 в Дар аль-Масатих, которые были приобретены в рамках соглашения о земельном обмене.
13 мая 1948 года деревня была уничтожена Арабским легионом. Оставшиеся в живых были взяты в плен Иорданией. Кибуц был восстановлен на новом месте 28 ноября 1948. К освобожденным военнопленным присоединились иммигранты из Болгарии и других стран.
Экономика основана на туризме и мелкой промышленности.

## Население
По данным Центрального статистического бюро Израиля, население на начало 2020 года составляло 813 человек.

## Археология
Тель Микне-Экрон является одним из крупнейших стоянок железного века в Израиле. Археологи обнаружили там более 100 масляных прессов, а также надпись, которая отождествляет это место с библейским Экроном.
В окрестностях Ревадим также найдена стоянка первобытных людей, относящаяся к поздней ашельской культуре (300—500 тыс. лет назад). Среди предметов, обнаруженных археологами — большое количество костей животных, в том числе прямобивневого лесного слона, и кремнёвые орудия со следами жира, что может указывать на развитую охотничью культуру.

## Достопримечательности
- Памятник, выполненный из розового камня и изображающий плачущую мать в память о членах кибуца не вернувшихся из иорданского плена.
- Археологический музей, в котором представлена часть экспонатов раскопок холма Микне — места исторического Экрона.[4]
- Музей римского стекла[5]